# Řády, vyznamenání a medaile Česka
Státní vyznamenání České republiky je vyznamenání udělené státem. Propůjčením nebo udělením státních vyznamenání České republiky jednotlivcům oceňuje stát jejich vynikající občanské zásluhy o budování svobodné demokratické společnosti, výsledky práce, úsilí o obranu vlasti, hrdinské a jiné výjimečné činy.

## Řády a medaile
Vyznamenání jsou řády a medaile. Řády jsou vyšší formou vyznamenání; propůjčují se občanům České republiky a udělují se těm, kteří nejsou občany České republiky. Medaile jsou nižší formou vyznamenání; uděluje se. Konkrétně jde o: 
- Řád Bílého lva
- Řád Tomáše Garrigua Masaryka
- Medaile Za hrdinství
- Medaile Za zásluhy

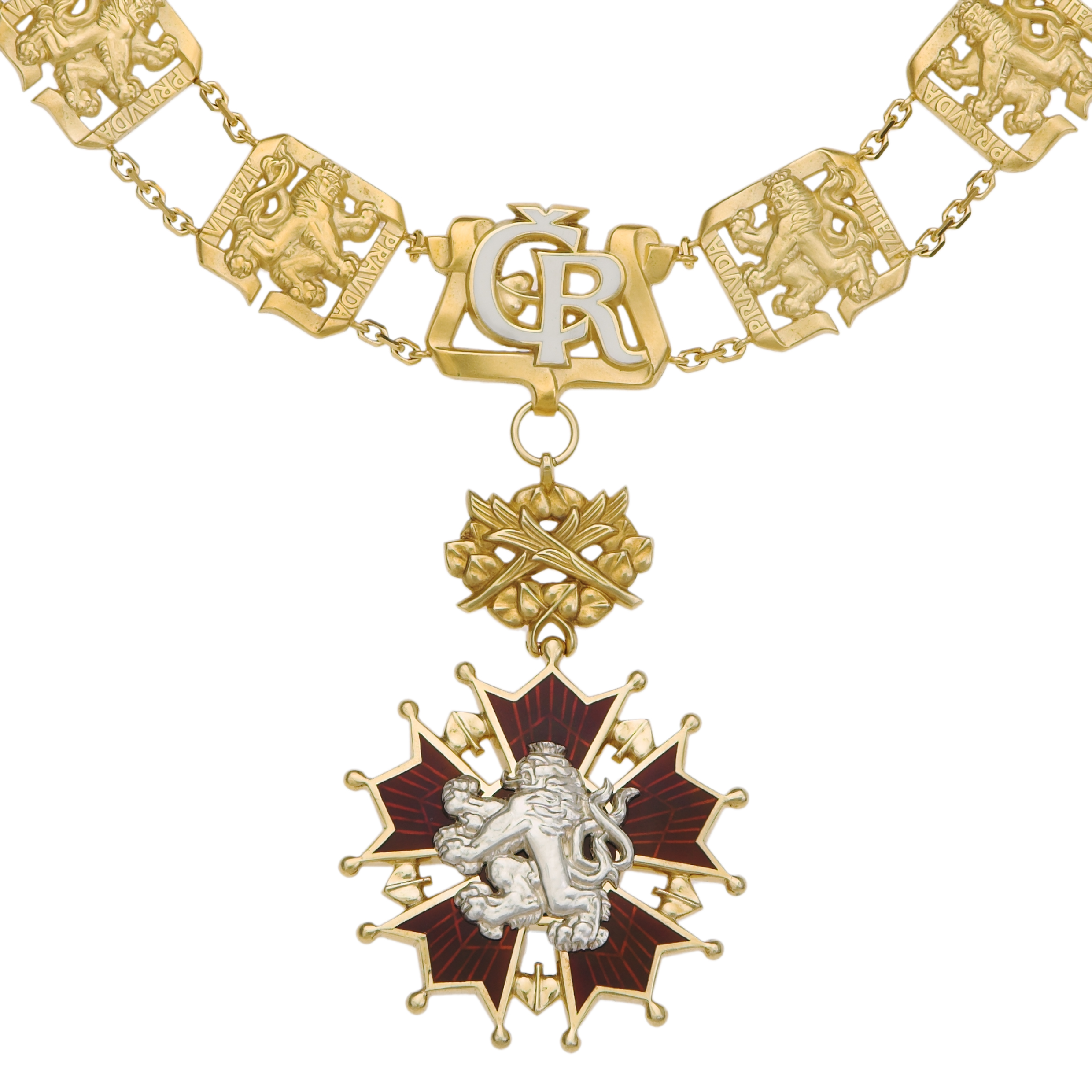
Řád bílého lva s řetězem
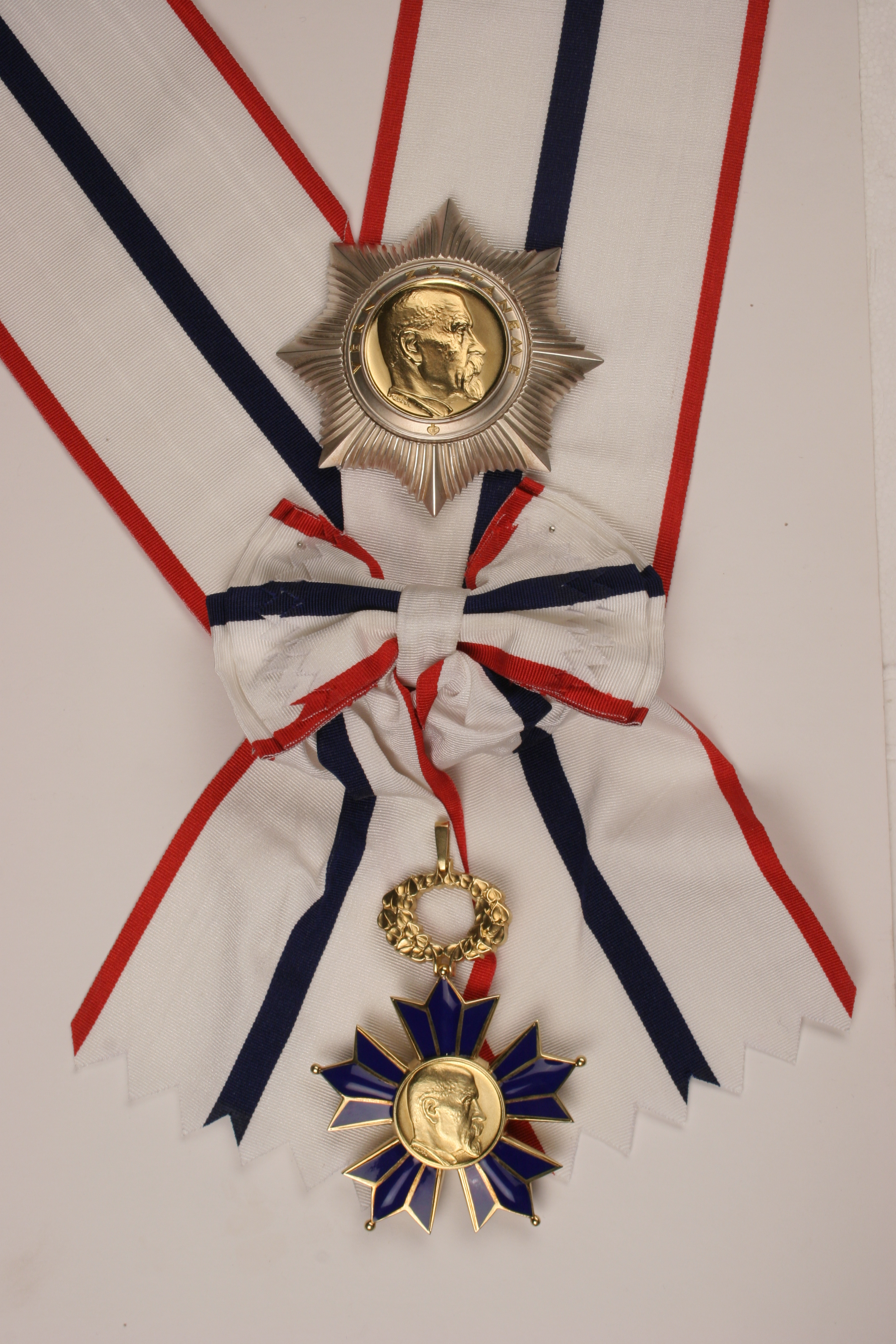
Řád Tomáše Garrigua Masaryka
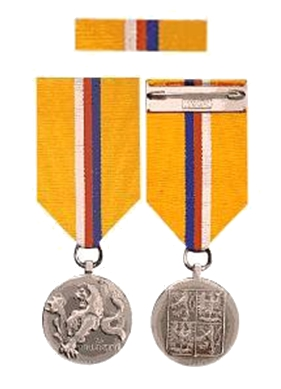
Medaile za hrdinství
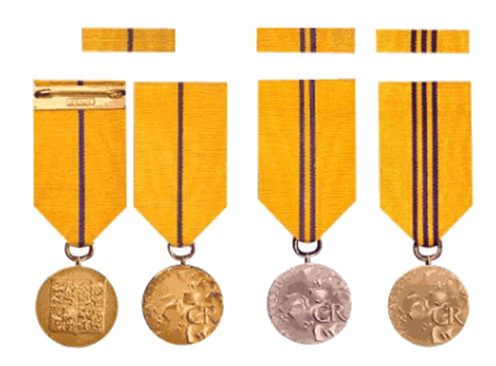
Medaile za zásluhy

## Propůjčení a udělení
Propůjčení řádu znamená, že po smrti vyznamenané osoby se insignie vyznamenání vrací Kanceláři prezidenta republiky. Při udělení zůstává po smrti vyznamenané osoby insignie v držení pozůstalých.
Právo propůjčovat a udělovat vyznamenání přísluší prezidentu republiky. Návrhy na propůjčení nebo udělení vyznamenání předkládají prezidentu republiky Poslanecká sněmovna, Senát a vláda; prezident republiky může propůjčit nebo udělit vyznamenání i bez takového návrhu (rozhodnutí o tom ale vždy podléhá kontrasignaci předsedy vlády). Řádovými dny pro propůjčování a udělování vyznamenání občanům České republiky jsou 1. leden a 28. říjen.
Vyznamenaný převezme insignii vyznamenání a listinu o jeho propůjčení nebo udělení. Insignie vyznamenání je oprávněn nosit pouze vyznamenaný. Jestliže se propůjčuje nebo uděluje vyznamenání občanům České republiky in memoriam, převezmou pozůstalí v případě propůjčení řádu listinu o propůjčení vyznamenání a v případě udělení medaile insignii vyznamenání a listinu o udělení vyznamenání. Jestliže se uděluje vyznamenání tomu, kdo není občanem České republiky in memoriam, převezmou pozůstalí insignii vyznamenání a listinu o udělení vyznamenání.
Za nositele řádu lze označit i úřadujícího prezidenta republiky, neboť mu přísluší řádová insignie I. třídy Řádu Bíleho lva, včetně řádového řetězu; a rovněž insignie I. třídy Řádu T. G. Masaryka. Za oceněného však může být považován, až pokud by mu po skončení úřadu insignie byly usnesením obou komor Parlamentu propůjčeny doživotně.

## Historie
Nová česká státní vyznamenání přirozeně navazují na bývalá československá vyznamenání, která prošla specifickým vývojem. Není obecně známo, že vlastně až do druhé světové války ani československá veřejnost, ani státní orgány necítily potřebu státních vyznamenání. Bylo to dáno reakcí na přemíru bývalých rakousko-uherských řádů a dekorací, které Revoluční národní shromáždění 10. prosince 1918 zákonem č. 61 spolu se šlechtickými tituly zrušilo. V dobové porevoluční euforii se tehdy zapomnělo na československé legionáře, pro něž politické a vojenské vedení zahraničního odboje založilo v roce 1918 několik vyznamenání za statečnost a za zásluhy. Toto nedopatření napravil až zákon č. 243/1920 Sb. z 10. února 1920, který tyto dekorace (včetně spojeneckých) umožnil nosit. Mezinárodní diplomatická etika spolu s potřebou vzájemného oceňování hlav států, členů diplomatického sboru a osobností vyvolala nezbytnost založení reprezentačního československého řádu, jímž se stal vládním nařízením č. 362/1922 ze dne 7. prosince 1922 Československý řád Bílého lva. Šlo o exkluzivní řád, dokonalý po výtvarné i odborně-technické stránce, který československou republiku důstojně reprezentoval po celých sedmdesát let. Podle svého statutu byl však určen jen pro občany cizích států.
V období druhé světové války vznikla na základě vládního nařízení č. 170 ze dne 19. června 1936 řada československých vojenských vyznamenání, které doplnily v poválečné době další řády a medaile. V letech 1948 až 1968 pak totalitní vedení státu přebudovalo celý systém státních vyznamenání a navíc vznikala nejrůznější resortní vyznamenání, takže nejenom narůstal počet odměňovaných jednotlivců, kolektivů a institucí, ale i počet druhů vyznamenání, ve kterých se jen málokdo dokázal orientovat. Tato inflace „metálů“ zapříčinila v očích veřejnosti naprostý pokles vážnosti a významu státních vyznamenání. Proto se celkem logicky po pádu komunistického režimu v listopadu 1989 vážně uvažovalo, zda má vůbec smysl zakládat nějaká nová demokratická vyznamenání. Nakonec však mezi poslanci Federálního shromáždění ČSFR, Kanceláří prezidenta republiky a odborníky převládl názor, že státní oceňování občanských a vojenských zásluh je jedním z tradičních projevů kulturní vyspělosti státu. Navíc většina zemí světa vyznamenání má, proto není důvod, aby náš stát na jejich obnovení v náležitém klasickém pojetí rezignoval.
Výsledkem politické vůle a odborného zpracování byl zákon č. 404/1990 Sb., o státních vyznamenáních ČSFR, který vytvořil jednoduchý a logický systém vyznamenání, nespojených s materiálními výhodami. Přes drobné systémové nedůslednosti a výrobně-technické nedostatky, způsobené časovou tísní se tento zákon osvědčil a umožnil odměnit ty občany, kteří nemohli být vyznamenání v období hegemonie komunistické strany. Zákon převzal Řád Bílého lva, jenž oproti socialistickému období opět rozšířil na pět tříd. Zůstalo však jeho výlučné určení pro občany jiných států. Systém dalších řádů byl omezen na občanský Řád T. G. Masaryka a na vojenský Řád M. R. Štefánika, oba v pěti třídách. Dále byla založena Medaile Za hrdinství a třístupňová Medaile Za zásluhy, obě odlišeny na stužce miniaturou zkřížených mečů pro vojáky. Vláda také mohla podle § 14 zákona zřídit pro příslušníky ozbrojených sil pamětní medaile.

### Po zániku Československa
Po rozpadu Československa teprve za půldruhého roku přijal Parlament České republiky zákon č. 157/1994 Sb., o státních vyznamenáních. Navázal na federální zákon o státních vyznamenáních a v několika směrech ho systémově vylepšil. Tvorba českého zákona probíhala odlišným způsobem než v případě zákona federálního. Ten byl vypracován týmem odborníků – specialistů při Kanceláři prezidenta republiky a zákon do Federálního shromáždění předložil prezident ČSFR, jenž měl tehdy zákonodárnou iniciativu. Oproti tomu návrh zákona o českých vyznamenáních předložila skupina poslanců vedená Pavlem Tollnerem. Návrh byl konzultován odbornou komisí ze specialistů, zástupců Kanceláře prezidenta republiky, armády a poslanců. Konečnou redakci provedli zástupci výborů Sněmovny. V základních rysech byla dodržena koncepce státních vyznamenání tak, jak byla navrhována odborníky. Poslanci však z původního návrhu nezachovali Pamětní kříž odboje, který měl být udělován za boj proti každé totalitě, stejně jako neakceptovali Medaili Za nasazení v zahraničí a článek umožňující zakládat vojenské pamětné medaile. Tyto redukující škrty poslanců, jimž se zdálo, že těch vyznamenání je dostatečný počet, znemožnily vyjádřit úctu našim veteránům při padesátém výročí ukončení druhé světové války a stejně tak nebylo možné dekorovat vojáky působící v mezinárodních silách OSN v zahraničí.
Vůbec první česká vyznamenání z roku 1994 byla vytvořena podle odborných faleristických zásad v jednoduchém, přehledném a srozumitelném systému, v němž byly dodrženy obecné principy vzniklé staletým vývojem řádů a dekorací a užívané ve většině civilizovaných států světa.
Státní vyznamenání České republiky se dělí na řády a medaile. Řády jsou vyšší formou vyznamenání, člení se na třídy a jsou občanům České republiky propůjčovány. To znamená, že jednotlivé exempláře se po smrti nositele vracejí zpět Kanceláři prezidenta republiky a jsou opětovně propůjčovány dalším nositelům, čímž se obnovuje původní význam pojmu „propůjčování“ a zároveň se vytváří jistá „památeční“ dimenze konkrétního řádového odznaku. Součástí propůjčeného řádu a medaile je vždy i číslovaná udělovací listina, jež zůstává jako památka rodině. Ustanovení o vracení propůjčených řádů vychází nejen z historické praxe, ale především z logického principu, že řády jsou osobně nositelnou poctou, určenou jen oprávněné osobě, zatímco listina je pro pozůstalé přesně identifikovatelnou dostatečnou památkou. Nezanedbatelné jsou i ekonomické důvody, protože pořizování řádů je velice nákladné a navíc konstantní omezení jejich počtu umožnilo je zhotovovat z kvalitního materiálu, většinou ze silně pozlaceného stříbra. Také při propůjčování řádu „in memoriam“, tedy posmrtně, se ve smyslu uvedených zásad předává pouze příslušná listina. Důsledné uplatňování principu, že státní vyznamenání jsou jen osobně nositelná, znamená, že řády a medaile se nepropůjčují a neudělují institucím, kolektivům a dokonce ani vojenským útvarům, resp. jejich praporům, protože vždy jde o množinové subjekty, jejichž složení se nepřetržitě mění.
Osobám, které nejsou občany naší republiky, se řády výjimečně udělují, a to především proto, aby naše řády v pozůstalostech nejvýznamnějších osob v zahraničí trvale reprezentovaly Českou republiku a vzájemné přátelské vztahy. Zákon také stanovuje, že prezidentu republiky po dobu výkonu úřadu přísluší insignie I. třídy obou českých řádů. Ustanovení vychází z úvahy, že hlava státu má podle ústavy právo vyznamenání propůjčovat a udílet osobně (prezident sice může pověřit jinou osobu, ale jen předáním jeho jménem), rovněž má i přirozené právo nosit tyto řády jako reprezentant České republiky. Po skončení úřadu mu mohou být řády usnesením obou komor Parlamentu propůjčeny doživotně, čímž je možné vyjádřit prezidentovi uznání za jeho činnost (nebo naopak nespokojenost většiny poslanců s výkonem jeho funkce).
Návrhy na propůjčení či udělení vyznamenání může předložit prezidentovi Poslanecká sněmovna, Senát, nebo vláda, ovšem prezident má právo propůjčit či udělit vyznamenání i bez těchto návrhů podle vlastní úvahy. Odebrání vyznamenání je možné jen pravomocným soudním rozhodnutím, jímž byl uložen trest ztráty státních vyznamenání. Ta musí být vrácena Kanceláři prezidenta republiky.
Zákon o státních vyznamenáních určuje přesně způsob a především pořadí, v němž se státní vyznamenání nebo jejich náhrady nosí na stejnokroji. Umisťují se na čestnější levou stranu prsou, jako první přirozeně řády České republiky, Řád Bílého lva, za ním Řád T. G. Masaryka a po nich československé řády v pořadí podle původních předpisů. Poté přicházejí na řadu ostatní zahraniční řády (i slovenské) v pořadí podle tříd, stejné třídy v časové posloupnosti, jak byly získány. Za nimi se nosí česká Medaile Za hrdinství a Medaile Za zásluhy. Dále následují československé kříže, medaile a další dekorace. Nakonec pak všechny zahraniční dekorace podle stupňů a v pořadí, v jakém byly uděleny. Vůbec poprvé u nás zavádí tento zákon možnost nošení miniatur vyznamenání na společenském oděvu, vycházející z evropských zvyklostí. Obdobně je stanoven střízlivý způsob nošení vyznamenání na občanském oděvu v knoflíkové dírce levé klopy v podobě řádové rozety nebo úzké průvlečné tužky v barvách stuhy příslušné medaile.
Česká státní vyznamenání se tedy „in natura“ nosí jen při slavnostních příležitostech na stejnokrojích, případně na večerním slavnostním oděvu nebo podle diplomatického protokolu při audiencích apod. Vždy ale platí, že se zavěsí jen insignie nejvyšší propůjčené třídy, protože nošení více exemplářů jednoho řádu by působilo směšným dojmem. Odedávna je proto zvykem, že při propůjčení vyšší třídy téhož řádu se nižší třída odkládá, nebo dokonce vrací řádové kanceláři, jak je tomu například u Řádu Bílého lva. Příslušníci ozbrojených sil ve službě i na vycházce nahrazují vyznamenání stužkami, které se však nikdy nenosí na občanském oděvu.
Uvedená pravidla vycházejí z klasických zásad uplatňovaných především v demokratických západoevropských zemích, kde je cizí honosné zdobení občanských oděvů co největším počtem blýskavých vyznamenání a odznaků.